# Institut Kesenian Jakarta
Institut Kesenian Jakarta – indonezyjska prywatna uczelnia artystyczna zlokalizowana w Dżakarcie. Została założona w 1970 roku pod nazwą Lembaga Pendidikan Kesenian Djakarta (LPKD).